# Бурнацкий
Бурнацкий — хутор в Новоаннинском районе Волгоградской области России. Входит в состав Амовского сельского поселения. Население 152 человека (2010).

## География
Расположен в северо-западной части области. Есть пруд.
Уличная сеть состоит из двух географических объектов: ул. Кубинская и ул. Центральная.
Абсолютная высота 145 метров над уровня моря
.

## Население
| 2010 |
| ---- |
| 152  |

Гендерный состав
По данным Всероссийской переписи населения 2010 года в гендерной структуре населения из 152 человек мужчин — 73, женщин — 79 (48,0 52,0 % соответственно).
Национальный состав
Согласно результатам переписи 2002 года, в национальной структуре населения
русские составляли 83 % из общей численности населения в 168 человек

## Инфраструктура
Развитое сельское хозяйство. Личное подсобное хозяйство.
Ведется газификация хутора. Внутрипоселковый газопровод включён в областную целевую программу «Газификация Волгоградской области на 2013—2017 годы».

## Транспорт
К хутору подходит подъездная автодорога «Панфилово — Тростянский — Попов» к х. Бурнацкий (идентификационный номер 18 ОП МЗ 18Н-85-0/2) (Постановление Администрации Волгоградской обл. от 24.05.2010 N 231-п (ред. от 26.02.2018) «Об утверждении Перечня автомобильных дорог общего пользования регионального или межмуниципального значения Волгоградской области»).